# Параноя (фільм, 2013)
«Параноя» (англ. Paranoia) — трилер режисера Роберта Лукетича за мотивом однойменного роману Джозефа Файндера, в головних ролях з Гарі Олдманом, Гаррісоном Фордом і Ліамом Гемсвортом.

## Сюжет
Адам Кеседі — хлопець, який успішно будує свою кар'єру в компанії Ваят Телеком. Але через одну допущену помилку, яка коштувала компанії великих грошей, його звільняють. Бос згоден залишити Адама лише за однієї умови: він повинен стати шпигуном у конкуруючій компанії. Життя Адама стає сповненим розкоші і веселощів, але незабаром він усвідомлює, що все це у владі його боса, який не зупиниться ні перед чим, навіть вбивством, щоб перемогти в жорстоких перегонах за лідерство. Єдиний вихід — йти до кінця.

## В ролях
- Ліам Гемсворт — Адам Кеседі
- Гарі Олдман — Ніколас Ваят
- Ембер Хьорд — Емма Дженнінгс
- Гаррісон Форд — Джок Годард
- Джош Голловей — агент Гембл
- Лукас Тілл — Кевін
- Ешлі Бенсон — Кейт Райт
- Крістін Марцано — Нора Самерс
- Анджела Сарафян — Елісон
- Джуліан Макмехон — Майлз Мічем
- Річард Дрейфус — Френк Кеседі
- Ембет Девідц — Джуді Болтон
- Чарлі Хофхаймер — Річард Маккалістер

## Цікаві факти
- В розробці дизайну інтер'єру та одягу деяких персонажів брав участь всесвітньо відомий дизайнер Джорджо Армані.[4]
- Кевін Спейсі відмовився від ролі Ніколаса Ваята.[5]